# Miguel Ángel Medina Orta
Miguel Ángel Medina Orta (Lepe, provincia de Huelva; 12 de septiembre de 1979) es un arquero español especializado en arco de poleas. Ha sido campeón de España por equipos en 2019 y subcampeón en cuatro ocasiones, subcampeón individual en 2017 y ha representado a España en la Copa del Mundo de Berlín 2018, el Campeonato Europeo de Legnica 2018, el International Archery Challenge de Antalya de la Federación Internacional de Tiro con Arco y la Copa del Mundo de Guatemala de 2021.

## Biografía
Pertenece al Club Asirio de tiro con arco en 2010. Previamente a su paso por competiciones nacionales fue dos veces campeón de Huelva en sala en 2013 y 2014, campeón de Huelva en aire libre en 2013, subcampeón en 2014 y tercero en 2015, así como campeón de la liga interna del club Asirio en 2013 y 2015.
En 2015 estuvo a punto de no acudir a competición por falta de recursos, pero una petición de ayuda publicada en prensa le permitió conseguir patrocinadores y acudir al Campeonato de España de Tiro con Arco al Aire Libre celebrado en Cambrils (Tarragona), donde quedó subcampeón por equipos.
En julio de 2016 consiguió su primer subcampeonato de España por equipos en el Campeonato de España de Tiro con Arco al Aire Libre celebrado en Valladolid
Comenzó la temporada de 2017 con medalla de bronce en el II Real Archery Tournament en Sintra Unos meses más tarde, en julio, 
se alzó como subcampeón de España en el Campeonato de España de Tiro con Arco al Aire Libre en las modalidades individual y por equipos
En 2018 batió el récord de España, con 706 puntos (dos más que el anterior). Además, ese año tuvo sus primeras participaciones internacionales representando a España en la Copa del Mundo de Berlín e, el que quedó 57.º, y el Campeonato Europeo de Legnica (Polonia), en el que quedó 43º.
En 2019 consiguió la medalla de oro por equipos en el Campeonato de España de Tiro con Arco al Aire Libre celebrado en Ávila
En octubre de 2020 participó en el International Archery Challenge Antalya de la Federación Internacional de Tiro con Arco, en el que quedó noveno.
En abril de 2021 quedó en primera posición en la clasificatoria para la selección del equipo nacional, lo que le permitió acudir a la Copa del Mundo de Guatemala, la Copa del Mundo de Lausane, el Europeo de Anatalya, la Copa del Mundo de París y el Campeonato del Mundo de Yankton (EE. UU.). En Guatemala quedó en 17º lugar tras caer en la segunda ronda de la fase final contra Daniel Muñoz por 143 a 138.

## Palmarés nacional
Campeonatos de España 
- Subcampeón de España de Tiro con Arco al Aire Libre en modalidad por equipos (2015)
- Subcampeón de España de Tiro con Arco al Aire Libre en modalidad por equipos (2016)
- Subcampeón de España de Tiro con Arco al Aire Libre en modalidad individual (2017)
- Subcampeón de España de Tiro con Arco al Aire Libre en modalidad por equipos (2017)
- Campeón de España de Tiro con Arco al Aire Libre en modalidad por equipos (2019)

Récords de España
- Récord de España de arco compuesto (706 puntos en 2018)[14][15]

## Competiciones internacionales
| Representando a España en tiro con arco \| Año \| Competición \| Sede \| Puesto \| Prueba \| Marca \| \| ---- \| ------------------------------------------------- \| ------------------------------- \| ------ \| --------------- \| ----- \| \| 2018 \| Copa del Mundo de Berlín \| Berlín (Alemania) \| 57.º \| Arco con poleas \| 686 \| \| 2018 \| Campeonato Europeo de Tiro con Arco al Aire Libre \| Legnica (Polonia) \| 43.º \| Arco con poleas \| 686 \| \| 2020 \| International Archery Challenge Antalya \| Antalya (Turquía) \| 9º \| Arco con poleas \| 694 \| \| 2021 \| Copa del Mundo de Guatemala \| Ciudad de Guatemala (Guatemala) \| 17º \| Arco con poleas \| 699 \| | Representando a España en tiro con arco \| Año \| Competición \| Sede \| Puesto \| Prueba \| Marca \| \| ---- \| ------------------------------------------------- \| ------------------------------- \| ------ \| --------------- \| ----- \| \| 2018 \| Copa del Mundo de Berlín \| Berlín (Alemania) \| 57.º \| Arco con poleas \| 686 \| \| 2018 \| Campeonato Europeo de Tiro con Arco al Aire Libre \| Legnica (Polonia) \| 43.º \| Arco con poleas \| 686 \| \| 2020 \| International Archery Challenge Antalya \| Antalya (Turquía) \| 9º \| Arco con poleas \| 694 \| \| 2021 \| Copa del Mundo de Guatemala \| Ciudad de Guatemala (Guatemala) \| 17º \| Arco con poleas \| 699 \| | Representando a España en tiro con arco \| Año \| Competición \| Sede \| Puesto \| Prueba \| Marca \| \| ---- \| ------------------------------------------------- \| ------------------------------- \| ------ \| --------------- \| ----- \| \| 2018 \| Copa del Mundo de Berlín \| Berlín (Alemania) \| 57.º \| Arco con poleas \| 686 \| \| 2018 \| Campeonato Europeo de Tiro con Arco al Aire Libre \| Legnica (Polonia) \| 43.º \| Arco con poleas \| 686 \| \| 2020 \| International Archery Challenge Antalya \| Antalya (Turquía) \| 9º \| Arco con poleas \| 694 \| \| 2021 \| Copa del Mundo de Guatemala \| Ciudad de Guatemala (Guatemala) \| 17º \| Arco con poleas \| 699 \| | Representando a España en tiro con arco \| Año \| Competición \| Sede \| Puesto \| Prueba \| Marca \| \| ---- \| ------------------------------------------------- \| ------------------------------- \| ------ \| --------------- \| ----- \| \| 2018 \| Copa del Mundo de Berlín \| Berlín (Alemania) \| 57.º \| Arco con poleas \| 686 \| \| 2018 \| Campeonato Europeo de Tiro con Arco al Aire Libre \| Legnica (Polonia) \| 43.º \| Arco con poleas \| 686 \| \| 2020 \| International Archery Challenge Antalya \| Antalya (Turquía) \| 9º \| Arco con poleas \| 694 \| \| 2021 \| Copa del Mundo de Guatemala \| Ciudad de Guatemala (Guatemala) \| 17º \| Arco con poleas \| 699 \| | Representando a España en tiro con arco \| Año \| Competición \| Sede \| Puesto \| Prueba \| Marca \| \| ---- \| ------------------------------------------------- \| ------------------------------- \| ------ \| --------------- \| ----- \| \| 2018 \| Copa del Mundo de Berlín \| Berlín (Alemania) \| 57.º \| Arco con poleas \| 686 \| \| 2018 \| Campeonato Europeo de Tiro con Arco al Aire Libre \| Legnica (Polonia) \| 43.º \| Arco con poleas \| 686 \| \| 2020 \| International Archery Challenge Antalya \| Antalya (Turquía) \| 9º \| Arco con poleas \| 694 \| \| 2021 \| Copa del Mundo de Guatemala \| Ciudad de Guatemala (Guatemala) \| 17º \| Arco con poleas \| 699 \| | Representando a España en tiro con arco \| Año \| Competición \| Sede \| Puesto \| Prueba \| Marca \| \| ---- \| ------------------------------------------------- \| ------------------------------- \| ------ \| --------------- \| ----- \| \| 2018 \| Copa del Mundo de Berlín \| Berlín (Alemania) \| 57.º \| Arco con poleas \| 686 \| \| 2018 \| Campeonato Europeo de Tiro con Arco al Aire Libre \| Legnica (Polonia) \| 43.º \| Arco con poleas \| 686 \| \| 2020 \| International Archery Challenge Antalya \| Antalya (Turquía) \| 9º \| Arco con poleas \| 694 \| \| 2021 \| Copa del Mundo de Guatemala \| Ciudad de Guatemala (Guatemala) \| 17º \| Arco con poleas \| 699 \| |
| Año | Competición | Sede | Puesto | Prueba | Marca |
| --- | --- | --- | --- | --- | --- |
| 2018 | Copa del Mundo de Berlín | Berlín (Alemania) | 57.º | Arco con poleas | 686 |
| 2018 | Campeonato Europeo de Tiro con Arco al Aire Libre | Legnica (Polonia) | 43.º | Arco con poleas | 686 |
| 2020 | International Archery Challenge Antalya | Antalya (Turquía) | 9º | Arco con poleas | 694 |
| 2021 | Copa del Mundo de Guatemala | Ciudad de Guatemala (Guatemala) | 17º | Arco con poleas | 699 |